# محمدعلی ترقی‌جاه
محمدعلی ترقی‌جاه (زادهٔ۱۳۲۲ تهران - درگذشتهٔ ۱۳۸۹) نقاش ایرانی بود و در سال ۱۳۴۶ برنده مدال طلای مسابقات هنری دانشگاه‌های ایران شد.

## زندگینامه
وی در سال ۱۳۵۵ اولین نمایشگاه خود را به صورت انفرادی در تهران برگزار کرد و دو سال بعد نیز اولین نمایشگاه برون مرزی خویش را در گالری نمایشگاه بین‌المللی هنر بازل سوئیس برگزار کرد.
از سال ۱۳۶۰ سبک خاص خود را که مشخصه‌اش اسب‌های تجرید یافته بود پایه نهاد که بارزترین نشان هنری وی شد.
موزه بین‌المللی هنر قرن ۲۱ آمریکا (TIMOTCA) آثار وی را به عنوان نمایندهٔ هنر ایران انتخاب کرد.
برخی از آثار وی در موزهٔ هنرهای معاصر تهران، موزهٔ هنرهای مدرن شارجه، نوتردام هلند و موزه ورلد موجوداست.

## مرگ
وی در ۲۱ مردادماه سال ۱۳۸۹ درحالی‌که به‌تازگی از نمایشگاه موفق در سوئیس به ایران بازگشته بود، در سن ۶۷ سالگی درگذشت.